# Vitry-Laché
Vitry-Laché – miejscowość i gmina we Francji, w regionie Burgundia-Franche-Comté, w departamencie Nièvre.
Według danych na rok 1990 gminę zamieszkiwało 137 osób, a gęstość zaludnienia wynosiła 7 osób/km² (wśród 2044 gmin Burgundii Vitry-Laché plasuje się na 773. miejscu pod względem liczby ludności, natomiast pod względem powierzchni na miejscu 457.).